# مقاطعة بايك (ألاباما)
مقاطعة بايك (بالإنجليزية: Pike County, Alabama)‏ هي إحدى مقاطعات ولاية ألاباما في الولايات المتحدة. تأسست سنة 1821، بلغ عدد سكانها 32899 نسمة في عام 2010 حسب إحصاء مكتب تعداد الولايات المتحدة وتصل الكثافة السكانية فيها 18.9 نسمة/كم2.

## أعلام
- دان بيكيت
- أودري وليامز
- تشارلز هندرسون
- ويليام كيث واتكينز

## وصلات خارجية
- http://www.alabamagis.com/Pike/